# Saubere-Fahrzeuge-Beschaffungs-Gesetz
Das Saubere-Fahrzeuge-Beschaffungs-Gesetz (SaubFahrzeugBeschG) ist ein deutsches Gesetz zur Umsetzung der Richtlinie (EU) 2019/1161 über die Förderung sauberer und energieeffizienter Straßenfahrzeuge (Clean Vehicles Directive CVD). Es regelt Mindestziele und deren Sicherstellung bei der Beschaffung bestimmter
Straßenfahrzeuge und Dienstleistungen, für die diese Straßenfahrzeuge eingesetzt werden, durch öffentliche Auftraggeber und Sektorenauftraggeber.

## Entstehung
Das Saubere-Fahrzeuge-Beschaffungs-Gesetz wurde am 9. Juni 2021 vom Deutschen Bundestag beschlossen und ist am 15. Juni 2021 in Kraft getreten. Das Gesetz dient der Umsetzung der EU-Richtlinie 2019/1161, auch bezeichnet als Clean Vehicles Directive. Diese wurde am 20. Juni 2019 vom Europäischen Parlament und dem Europäischen Rat beschlossen. Die EU-Richtlinie stellt eine Änderung der Richtlinie 2009/33/EG über die Förderung sauberer und energieeffizienter Straßenfahrzeuge dar.
In der Richtlinie (EU) 2019/1161 sind erstmals nationale Mindestziele für die Beschaffung sauberer Fahrzeuge festgelegt. Die EU-Mitgliedstaaten sind hierin dazu verpflichtet, einen Mindestanteil sauberer Fahrzeuge innerhalb der Gesamtzahl der Fahrzeuge von öffentlichen Behörden und bestimmter öffentlicher Verkehrsbetriebe zu etablieren. Die Umsetzung der Mindestziele erfolgt in zwei Fünfjahreszeiträumen: 2021–2025 und 2026–2030. Die Mitgliedstaaten dürfen flexibel entscheiden, wie die Bemühungen zur Verwirklichung auf die verschiedenen öffentlichen Auftraggeber aufgeteilt werden.
Das Saubere-Fahrzeuge-Beschaffungs-Gesetz übersetzt die Vorgaben der Richtlinie (EU) 2019/1161 vollumfänglich in nationales Recht.

## Anwendungsbereich
Das Gesetz verpflichtet öffentliche Auftraggeber dazu, Nutzfahrzeuge auf emissionsarme oder alternative Antriebe umzustellen. Seit 2021 müssen sie bei der Vergabe öffentlicher Aufträge verbindliche Mindestquoten für den Anteil sauberer Fahrzeuge einhalten. Betroffen von der Regelung sind Pkw sowie leichte und schwere Nutzfahrzeuge, die z. B. in der öffentlichen Verwaltung oder im ÖPNV zum Einsatz kommen. Ausnahmen gelten unter anderem für landwirtschaftliche und forstwirtschaftliche Fahrzeuge, Fahrzeuge, die ausschließlich für den Einsatz durch die Bundeswehr entwickelt und gebaut wurden oder Fahrzeuge für den Einsatz auf Baustellen oder im Zivil- und Katastrophenschutz (§ 4 SaubFahrzeugBeschG).
Auf kommunaler Ebene ist das Saubere-Fahrzeuge-Beschaffungs-Gesetz bzw. die Clean Vehicles Directive für alle öffentlichen Auftraggeber relevant, deren Arbeit mit Fahrzeug- oder Verkehrsleistungen verbunden ist. Das gilt u. a. für Verwaltungen, Bauhöfe, Bereiche der Energie- und Wasserversorgung, Gebietskörperschaften, Busflotten des öffentlichen Personennahverkehrs sowie Postdienste (§ 3 SaubFahrzeugBeschG). Nicht betroffen von der Verordnung sind Fahrzeuge, die in spezialisierten Bereichen zum Einsatz kommen, wie in der Land- und Forstwirtschaft, der Bundeswehr, Baustellenfahrzeuge sowie Fahrzeuge, die dem Zivil- und Katastrophenschutz dienen (§ 4 SaubFahrzeugBeschG).

## Mindestquoten
Das Saubere-Fahrzeuge-Beschaffungs-Gesetz legt verbindliche Mindestquoten für die Umsetzung der Vorgaben fest. Für PKW und leichte Nutzfahrzeuge bemisst sich diese an Emissionsgrenzen. Als sauber gelten hier Fahrzeuge, die den Grenzwert von 50 Gramm CO2 pro Kilometer einhalten, ab 2026 werden Null Gramm Emissionen vorgeschrieben. Die Quote von schweren Nutzfahrzeugen wird anhand alternativer Antriebe und Kraftstoffe bemessen. Als sauber gelten hier Fahrzeuge, die beispielsweise mit Biokraftstoff, Wasserstoff, Erdgas oder Strom fahren. Auch Plug-In und Hybridantriebe gelten als sauber.
Die Clean Vehicle Directive definiert folgende Mindestquoten für die Beschaffung von Fahrzeugen im Rahmen öffentlicher Aufträge in Deutschland:

### Erster Referenzzeitraum (August 2021 bis Ende 2025)
- Beschaffungsquote für PKW/leichte Fahrzeuge: 38,5 Prozent
- Beschaffungsquote für LKW: 10 Prozent
- Beschaffungsquote für Busse im ÖPNV: 45 Prozent*

### Zweiter Referenzzeitraum (2026 bis Ende 2030)
- Beschaffungsquote für PKW/leichte Fahrzeuge: bleibt bei 38,5 Prozent
- Beschaffungsquote für LKW: erhöht auf 15 Prozent
- Beschaffungsquote für Busse im ÖPNV: erhöht auf 65 Prozent*

*Für Busse gilt der Zusatz, dass die Hälfte der sauberen Busse emissionsfreie Busse (CO2-Ausstoß weniger als 1 g/kWh) sein müssen.

## Intention
Mit dem Saubere-Fahrzeuge-Beschaffungs-Gesetz verfolgt der Gesetzgeber das Ziel, einen Impuls für die Nachfrage von emissionsarmen bzw. -freien Fahrzeugen zu setzen und im Hinblick auf die Verkehrswende den Ausstoß von Emissionen im Verkehrsbereich zu verringern. Dies wiederum soll dazu beitragen, die politischen Umwelt- und Klimaschutzziele zu stärken und der Vorbildfunktion der öffentlichen Verwaltung gerecht zu werden. Außerdem wird angestrebt, durch die Begünstigung eine breitere Nachfrage von sauberen Fahrzeugen zu schaffen, um die Wettbewerbsfähigkeit und das Wachstum in diesem Bereich insgesamt zu stärken.

## Rechtspolitik
Nach dem Entwurf eines Ersten Gesetzes zur Änderung des Saubere-Fahrzeuge-Beschaffungs-Gesetzes können synthetische paraffinische Kraftstoffe aus fossilen Quellen bei der öffentlichen Beschaffung von Lkw und Bussen künftig nicht mehr als sauber und klimafreundlich angerechnet werden. Die Neuregelung wird an die zeitgleiche Anpassung der Verordnung über die Beschaffenheit und die Auszeichnung der Qualitäten von Kraft- und Brennstoffen (10. Bundesimmissionsschutzverordnung) zur Einführung synthetischer und paraffinischer Kraftstoffe der DIN EN 15940 als Reinkraftstoff geknüpft.